# Der Baukreis
Der Baukreis bestand von 1946 bis 1953 mit Stammhaus als Der Baukreis Hamburg in Hamburg und Niederlassungen mit Der Baukreis Hilden in Hilden und einer Nebenstelle Der Baukreis St. Peter in Sankt Peter/Eiderstedt.
Der Baukreis als „Werkstättengemeinschaft und Lehranstalt für alle Künste“ wurde als eine der ersten Künstlervereinigungen der Nachkriegszeit gegründet. Er wurde am 26. Juni 1946 in der Rechtsform einer eGmbH in das Hamburger Genossenschaftsregister unter der Nummer 609/101 eingetragen.

## Das Baukreis-Signet

DER BAUKREIS

Das im Jahr 1947 von dem Grafiker Fritz Schreck entworfene Signet zeigt an der Basis in drei Säulen die Künste Malerei, Plastik und Grafik, die von einem Architektur symbolisierenden Winkel überdacht und miteinander verbunden werden. Auf dem First ruht der Kreis, in dem sich alle vier Disziplinen der bildenden Kunst verbinden, und im Baukreis zusammengeschlossen haben.

## Grundgedanken des „Der Baukreis“
Ziel der Vereinigung war die Gründung einer genossenschaftlich organisierten Gemeinschaft auf der Basis des Werkgedankens gewesen. Es sollte alles künstlerische Schaffen unter den Baukreisgedanken gestellt, der Wiederaufbau nach dem Zweiten Weltkrieg befruchtet und aktiv mitgestaltet werden. Der Baukreis war ein freiwilliges Kollektiv selbstständiger, eigen- und frei entwickelter Künstler.
Das Prinzip der Bauhütte vertrat die Zusammenarbeit zwischen den Künsten, indem sich ein Kreis an Werkstätten zusammenschloss. Die Wirtschaftsvereinigung der Künstler war mit einer öffentlich anerkannten Lehranstalt von Künstlern kombiniert. In der Satzung des Baukreises wurden diese Pfeiler am 6. Mai 1946 verabschiedet.
Der Baukreis war eine Einrichtung, in der die Mitglieder die Phase vom Zusammenbruch bis zum Wirtschaftswunder überbrückten.
Die Studenten arbeiteten mit ihren Lehrern gemeinsam an der Umsetzung realer Aufträge und wurden dafür entlohnt. Nach Abschluss der Ausbildung sollte ihr Berufsbild „Industrieformgeber“ lauten.

## Vier Zeitabschnitte des Baukreises
1945–1946:
Erste Pläne; Formierung und Konstituierung des Gründerkreises; Beginn der Malschule Gotsch in St. Peter
1946–1947:
Innerer und äußerer Aufbau der Werkstättenkreise in Hamburg und in Hilden; Aufbau des „Bund der Freunde und Förderer des Baukreis e. V.“ in Hilden
1948–1951:
Aktiver Tätigkeitszeitraum der Werkstätten in Hamburg und in Hilden; 1948 Auflösung der Malschule in St. Peter
1951–1953:
Schließung der Hamburger Werkstätten; provisorische Geschäftsführung in Hamburg; Liquidation des gesamten Baukreises in Hamburg und Hilden.
Insgesamt wurden an den drei Standorten 74 Schüler ausgebildet.

## Innerer und äußerer Aufbau der Werkstättenkreise in Hamburg und in Hilden

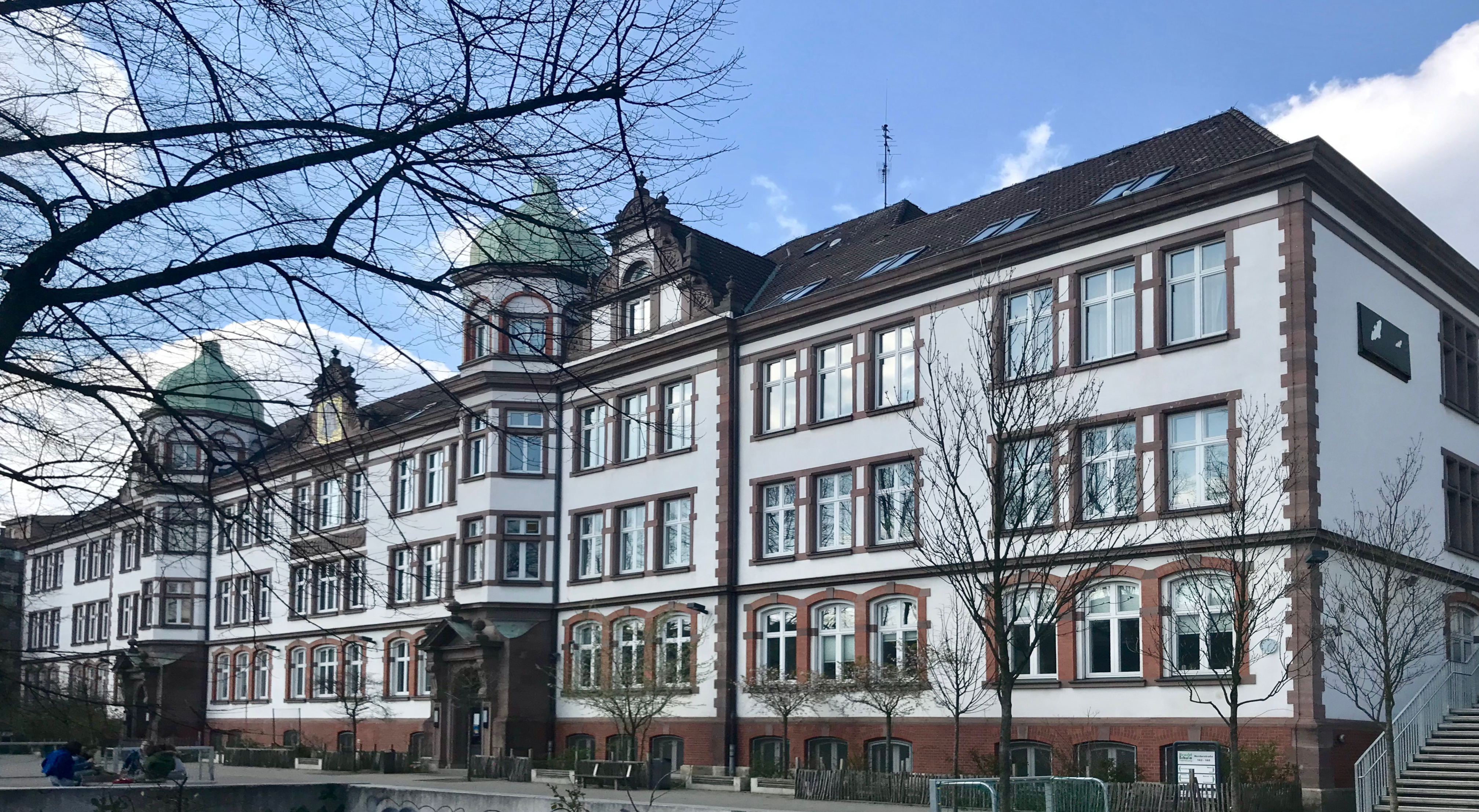
Schulgebäude an der Norderstraße in Hamburg-Sankt-Georg

Am 12. August 1946 stellte das Hamburger Bauamt dem Baukreis den kriegsbeschädigten Westflügel des an der Norderstraße 163–165 gelegenen Schulgebäudes für die Werkstätten zur Verfügung. Der anderthalb Jahre dauernde selbstständige Wiederaufbau wurde durch den Hildener Textilfabrikanten Gert P. Spindler finanziell und beratend unterstützt.
Am 20. März 1948 eröffneten die Künstler in Hamburg ihre „Werkstätten und Lehranstalt für alle Künste“. Insgesamt zehn Dozenten boten 47 Schülern in Hamburg eine dreijährige Ausbildung an. Es wurden die Unterrichtsfächer Architektur, Gartengestaltung, Plastik, Malerei, freie Grafik, Gebrauchsgrafik und Kunstschmiede angeboten.
Die Lehrer und Schüler arbeiteten an realen Projekten. Sie gestalteten zusammen Aufträge in den Bereichen Haus- und Industriebauten, Kleinplastiken, Brunnen, Bildnisbüsten, Keramik und Baukeramik, Grafische Entwürfe; Gebrauchsgeräte (Messestände, Festdekorationen, Bühnenbilder und Bauschmuck).
Am 31. März 1951 kündigte die Hamburger Schulverwaltung das Schulgebäude. Sie wollte es wieder für den eigenen Schulunterricht verwenden. Da innerhalb der nächsten zwei Jahre kein geeignetes Gebäude gefunden wurde, wurde die Werkstättengemeinschaft am 8. September 1953 aufgelöst. Das bedeutete auch das Ende der Hildener Niederlassung. Das 1902/1903 erbaute Schulgebäude in der Hamburger Norderstraße steht heute unter Denkmalschutz und wird seit 2003 von der Brecht-Schule Hamburg genutzt.

### „Der Baukreis“-Gründungsmitglieder
Bildhauer und Plastische Gestalter:
- Kurt Bauer (1906–1981)
- Hans Peter Feddersen (1905–1998)
- Martin Irwahn (1898–1981)
- Richard Steffen (1903–1964), Geschäftsführer des Baukreises

Maler und Grafiker:
- Arnold Fiedler (1900–1985)
- Friedrich Karl Müller genannt Gotsch (1900–1984)
- Fritz Husmann (1896–1982)
- Ernst Witt (1901–1977)

Architekt:
- Gustav Burmester (1904–1995)[1]

### Dozenten am Baukreis Hamburg
Malerei und Grafik:
- Arnold Fiedler
- Friedrich Karl Gotsch
- Fritz Husmann
- Walter Siebelist (* 30. März 1904 in Hamburg; † 7. Juni 1978 in Hamburg)
- Hans Martin Tibor (* 27. Juli 1906 Graudenz; † 23. Mai 1984 Hamburg), ab 1949
- Ernst Witt

Gebrauchsgrafik:
- Fritz (Johannes Friedrich) Schreck (* 30. März 1909 in Hannover; † 4. April 1973 in Hamburg)[6]

Plastik:
- Kurt Bauer
- Hans Peter Feddersen
- Richard Steffen

Raum- und Flächenkunst
- Johannes Ufer (* 30. April 1912 in Essen; † 4. Januar 1987 in Hamburg)

Architektur:
- Gustav Burmester
- Robert (Robert Waldemar Adolf) Otto (* 19. August 1908 in Moskau; † 8. April 1983 in Hilden)
- Otto Heinrich Strohmeyer (* 6. Januar 1895 in Lahr/Schwarzwald; † 7. Januar 1967 in Freiburg im Breisgau)

Gartengestaltung:
- Gustav Lüttge (* 12. Juni 1909 in Hamburg; † 23. Februar 1968 in Hamburg)
- Walter Raubaum (* 1905 in Berlin; † 1954 in Hamburg).[2]

### Bekannte Schüler am Baukreis Hamburg
- Ulrich Beier (* 17. August 1928 in Flensburg; † 7. Juni 1981 in Reinbek bei Hamburg), Bildhauer
- Roland Burmeister, Maler[7]
- Gabriele Daube (* 26. Juni 1901 in Hamburg; † 1988 in Hamburg), Malerin
- Rolf Diener (* 29. März 1906 in Gößnitz (Thüringen); † 12. September 1988 in Hamburg), Maler u. Grafiker[7]
- Reinhard Drenkhahn (* 9. Februar 1926 in Hamburg; † 26. März 1959 in Hamburg), Maler u. Grafiker[7]
- Erika Edelmann (geb. Estag) (* 11. März 1932 in Berlin-Charlottenburg), Grafikerin
- Hilde Flinte (* 30. April 1923; † 1995), Malerin u. Grafikerin, Stickerin von Bildteppichen[7][8]
- Karl Kaschak (* 17. Juli 1894 in Türmitz; † 14. August 1974 in Hamburg), Maler
- Klaus Kröger (* 25. Dezember 1920 in Berlin; † 10. November 2010 in Hamburg), Maler
- Rudolf Mahler (* 6. Dezember 1905 in Altona; † 3. Juni 1995 in Schenefeld bei Hamburg), Grafiker u. Maler
- Gudrun Piper (* 1. Juli 1917 in Kobe; † 12. Oktober 2016 in Wedel), Malerin u. Grafikerin[7]
- Rolf Retz-Schmidt (* 16. Juni 1928 in Stavanger; † 22. September 2006 in Hamburg), Maler u. Grafiker
- Dieter Röttger (* 1. Februar 1930 in Hamburg; † 18. August 2003 in Keitum auf Sylt), Maler u. Grafiker[7]
- Christa Seehase (* 1925), Malerin[7]
- Henrik (Heinrich Wilhelm) Sueberkrop (* 4. Juli 1919; † 23. Februar 1964 in Indianapolis), Bildhauer u. Zeichner
- Helmut Sumfleth, Maler[7]
- Lore Ufer, geb. Brand (* 7. März 1923 in Hamburg), Malerin[7]
- Marietta Witzgall (* 27. Juli 1928 in Hamburg), Malerin

## Erste Baukreis-Ausstellung
Die erste Baukreis-Gesamtausstellung fand nicht in Hamburg, sondern 1947 in Hilden statt. Gert P. Spindler hatte dem Hamburger Baukreis den ungenutzten Oberlichtsaal in seinem Textilwerk Paul-Spindler-Werke in Hilden angeboten, um den Künstlern in der Aufbauphase des Werkstättenhauses die Möglichkeit einer Ausstellung zu geben. Sie wurde am 4. April 1947 festlich eröffnet.
Neben den 1947 an den Hamburger Baukreis gekommenen Mitgliedern Walter Raubaum, dem Architekten Otto Heinrich Strohmeyer und dem Maler Walter Siebelist stellten die im Rheinland ansässigen Künstler, der Maler und Grafiker Walther Bergmann und der Architekt Robert Otto, aus.
Die Künstler präsentierten Gemälde, Papierarbeiten, Bühnenbilder (in Form von Fotos), Skulpturen, Gebrauchsgrafik und Architektur- und Landschaftsgestaltungsentwürfe.

## Der Baukreis Hilden
Als im Juli 1947 die erste Baukreis-Ausstellung von der Düsseldorfer Galerie Hella Nebelung übernommen wurde, begann man unter Leitung von Robert Otto die Einrichtung dreier Werkstätten in den Oberlichtsälen der Spinnerei der Paul-Spindler-Werke in Hilden.
„Der Baukreis Hilden“ war als Genossenschaft bei der Industrie & Handelskammer Düsseldorf als Ergänzungsschule eingetragen.
Der vom Hamburger Baukreis kommende Architekt Robert Otto übernahm die Geschäftsführung der Niederlassung in Hilden. Er war von 1947 bis 1953 Leiter der Architekturwerkstatt. Robert Otto eröffnete ein Architekturbüro. Er gestaltete mit vier Schülern Entwürfe für Wohnhäuser und Möbel. Nach seiner Baukreiszeit war er als freier Architekt für das Planungsamt Wuppertal tätig.
Der Maler, Grafiker, Illustrator und Buchgestalter Walther Bergmann gründete eine werbegrafische Abteilung. Er verließ 1949 den Baukreis und machte sich selbstständig. Daraufhin übernahm und leitete ab 1949 der aus Wiesbaden kommende Hans Martin Freyer die werbegrafische Abteilung.
Die Werbegrafische Abteilung wurde ab 1950 durch die Mitarbeit des Fotografikers Curt Bieling mit dem Themenschwerpunkt „Farbe im Industriebau“ ergänzt. Sie entwarf mit neun Schülern und einem Volontär u. a. Werbeplakate für das Neanderthal Museum, Beschilderungen, Textilmuster, Wandmalerei und ein Firmenschild.

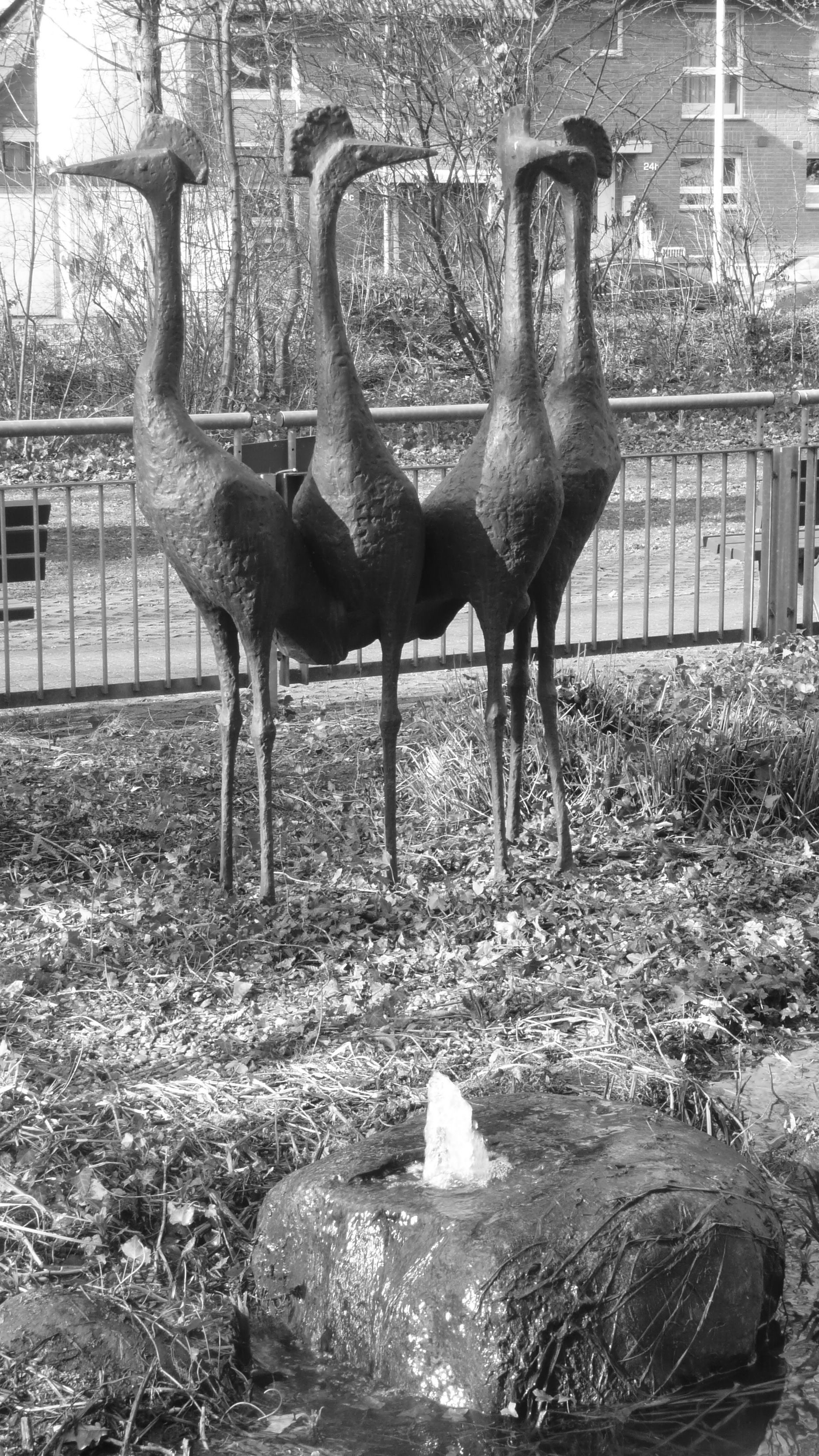
Hilden, Plastik, „Kraniche“, Erikaweg, H. P. Feddersen

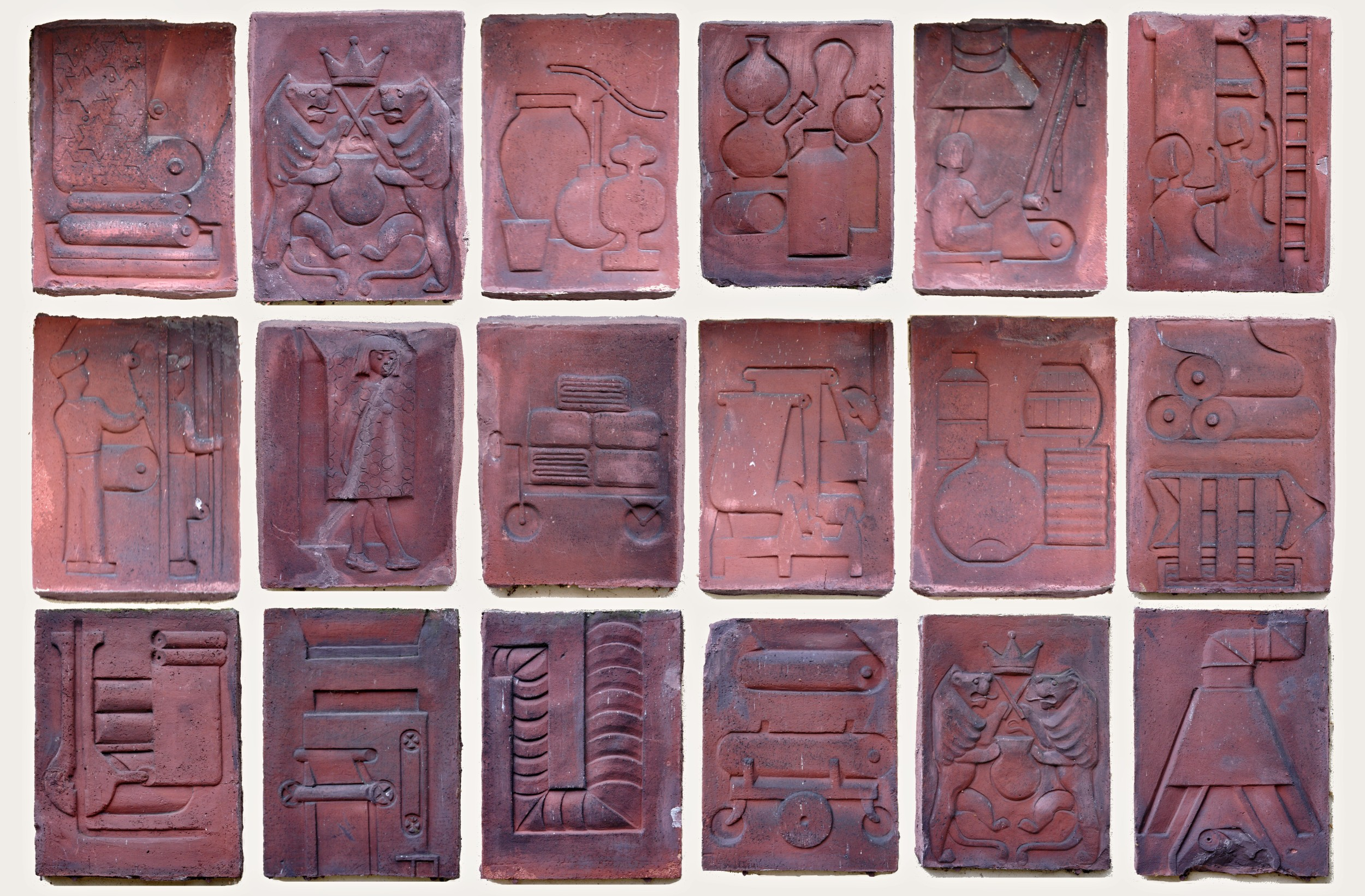
Keramikplatten „Produktion von Kunstseide“ Hilden Hofstr6

Damit auch in Hilden die Bildhauerei unterrichtet werden konnte, sollte einer der Hamburger Plastiker ins Rheinland ziehen. Dazu wurde Martin Irwahn auserkoren. Er weigerte sich und trat aus dem Baukreis aus. Aus Hamburg siedelte dafür der Bildhauer Hans Peter Feddersen nach Hilden über und leitete dort die Werkstatt für plastische Gestaltung. Sie wurde durch Installation eines Brennofens zu einer Keramik Entwurfswerkstatt ausgebaut. In ihrer Klasse wurden 11 Schüler ausgebildet. Sie gestalteten 1949 u. a. die 43 Keramikplatten Produktion von Kunstseide für die Paul-Spindler-Werke in Hilden.
Der Baukreis Hilden richtete sich gewerblich aus und entwickelte ein eigenes Profil. Um betriebswirtschaftlich selbstständig zu sein, gründete man den „Bund der Freunde und Förderer des Baukreis e. V.“, in dem sich Vertreter örtlicher Industrie, Wissenschaftler und Kunstinteressierte vereinigten und mit ihren finanziellen Beiträgen die Arbeit des Baukreises absicherten. Der Verein wurde am 23. Januar 1948 ins Vereinsregister eingetragen. Dessen Kleinaufträge führten die Werkstattleiter zusammen mit den 25 Schülern aus. Die Idee den Ausbildungsgang zum „Industrieformgeber“ einzurichten, scheiterte an der Ablehnung der Anerkennung durch die Schulbehörde. Der Baukreis Hilden wurde lediglich bis 1953 als Privatschule mit dreijähriger Ausbildung konzessioniert.

### Dozenten am Baukreis Hilden
Architektur:
- Robert Otto, bis 1953 auch Geschäftsführer der Hildener Niederlassung

Werbegrafik:
- Walther Bergmann (* 28. Mai 1914 in Düsseldorf; † 18. Februar 1979 in La Laguna, Teneriffa), bis 1949, danach freiberuflich tätig, ab 1964 Dozent an der Werkkunstschule Aachen, auch bekannt als Gestalter der Wappen vieler rheinischer Städte und Gemeinden
- Hans Martin Freyer (* 6. November 1909 in Hannover; † 25. August 1975 in Pfaffenhofen an der Ilm), ab 1949
- Curt (Kurt Willi) Bieling (* 15. Juni 1908 in Wuppertal; † 15. September in Bottrop), Fotografiker, zog 1950 von Bergisch Gladbach nach Hilden

Plastische Gestaltung:
- Hans Peter Feddersen (* 7. April 1905 in Kiebitzreihe bei Hamburg; † 7. August 1998 in Hilden)

Keramik:
- Friedrich Düpmann (* 18. Juni 1908 in Zürich; † 2. September 1992 in Worms), später Designer für die Keramikmanufakturen Van Daalen, Aalen, und Steuler, Höhr-Grenzhausen, dann Lehrer für Bildende Kunst und Werken am Gymnasium Weierhof in Bolanden[10]

Freihand- und Aktzeichnen:
- Lotte (Charlotte) Schrenk, geb. Pass (* 14. September 1897 in Remscheid; † 30. August 1973 in Niederlangenbach/Hückeswagen)

Schrift:
- Joka (Johann Karl) Friedrich (* 4. November 1920 in Wiesbaden; † 21. April 2018), Kunstmaler, später Grafiker u. Karikaturist, gestaltete u. a. den U-Dax, das Baustellen-Maskottchen der Düsseldorfer U-Bahn[11]

Kunstgeschichte, Werkstoff und Gestaltung:
- Adalbert Klein (* 2. April 1913 in Benrath; † 20. Januar 1994), 1950–1951 auch Geschäftsführer des Baukreises. Adalbert Klein wurde 1953–1978 Leiter des Hetjens-Museums, Düsseldorf.[12][4]

### Bekannte Schüler am Baukreis Hilden
- Inge Denker (* 1936 in Düsseldorf), Malerin
- Waltraud Eich (* 1925 in Düsseldorf; † 2010), Keramikerin[13]
- Beate (Beatrix) Feltes-Schiffer (* 1. April 1925 in Rheinberg; † 18. Mai 2021), Keramikerin[14]
- Felix Haensch (* um 1902; † 22. April 1972 in Hilden), Maler, Grafiker, Filmregisseur u. Bühnengestalter[15]
- Ed Kiënder (* 7. Oktober 1925 in Wiesbaden; † 1996 auf Ibiza), Maler
- Hilde Ney, später Professorin an der Kunstakademie Düsseldorf
- Waldemar Niepagenkemper (* 1918 in Duisburg; † 2000 in Düsseldorf), Maler
- Elisabeth Ortmanns (* 17. Dezember 1916 in Berlin), Bildhauerin, Keramikerin[16]
- Helmut Paschmann (* 17. Oktober 1926; † 6. September 2002), Architekt[17]
- Karl Rydzewski (* 28. Februar 1916 in Lyck/Masuren; † 23. Januar 2008), Bildhauer, Bühnenbildner u. Grafiker[18]
- Gertrud Schmitz-Breuer (* 21. Dezember 1924 in Düsseldorf; † 2. Oktober 2017), Bildhauerin, Malerin u. Grafikerin
- Carsten Thode, später Formgeber für neue Modelle bei Volkswagen
- Alexander Zingler, Maler.[5]

## Der Baukreis St. Peter
Friedrich Karl Gotsch (* 3. Februar 1900 in Pries im Kreis Eckernförde; † 21. September 1984 in Schleswig) eröffnete im März 1946 in Sankt Peter die Zweigstelle „Der Baukreis St. Peter“. Zusammen mit dem aus Altona stammenden Maler Ernst Witt entwickelte sich die Initiative zu einer kleinen Malschule mit sechs bis zwölf Schülern.
Die Studenten der Malschule St. Peter lernten an realen Projekten und malten im November 1947 die Dorfschule „Am Deich“ und die Musikbühne im Kurhaus St. Peter aus.
Sie logierten zuerst zusammen in dem Kinder-Landheim „Haus Quisisana“. Der Wiederbeginn des Feriengastbetriebes legte die Ausgliederung der Malschule nahe. Es war geplant, das historische Haus Jensen als Heimatmuseum der Landschaft Eiderstedt mit Ateliers umzubauen.
Gotsch musste 1948 die private Malerschule aus Rentabilitätsgründen aufgeben. Die Malklasse zog zum Hildener Baukreis um.

### Bekannte Schüler am Baukreis St. Peter
- Wolfram Claviez (* 31. August 1920 in Kiel; † 7. Januar 1996 in Hamburg), Maler und Schiffbauingenieur
- Gerda Schmidt-Panknin (* 9. August 1920 in Lüchow; †  5. März 2021 in Kappeln), Malerin